# HD198174
HD198174 — хімічно пекулярна зоря спектрального класу B7, що має видиму зоряну величину в смузі V приблизно  5,8.
Вона  розташована на відстані близько 911,1 світлових років від Сонця.